# 赫尼利察 (奧赫特爾卡區)
50°17′47″N 34°40′20″E / 50.29639°N 34.67222°E
赫尼利察（烏克蘭語：Гнилиця）是位於烏克蘭東北部的村莊，由蘇梅州奥赫蒂尔卡区的赫倫市鎮負責管轄。該村處於格倫河右岸，分別距離普拉斯秋基1公里和亞謝諾韋1.5公里，海拔高度155米，2001年人口288。